# Біла воля
«Біла воля» (біл. Белая воля, Biełaja vola) — це незареєстрований екстремальний націоналістичний рух молоді в середині 2000-х, який діяв у Мінську. Організація прославилася завдяки бійці на "Соціальному марші" 5 листопада 2007 року. У багатьох місцях у ЗМІ організація вважається неонацистською, хоча насправді її приналежність до неонацистського руху "Біла воля" ніколи не оголошувалась, а за словами її керівників, все, як нацистська (як привітання) було зроблено для обурення. Рух складався в основному з лисих людей, учасники руху також мали прізвисько "білі комірці".

## Ідеологія
Ідеологія "Білої волі" характеризується популізмом, а також спекуляцією на соціальних питаннях - від нелегальної міграції до падіння народжуваности. Підбурювачі "Білої волі" визначили кілька потенційних загроз для білоруського суспільства: транснаціональні корпорації, російські олігархи та лібералізм.
Ідеологія "Білої волі" характеризується також сукупністю протилежностей, таких як наявність в емблемі організації офіційного прапора та біло-червоно-білого прапора.
Незважаючи на те, що на офіційному вебсайті руху використовувались дві офіційні мови, основна частина пропаганди та матеріалів "Білої волі" була написана російською мовою. Засновники ультраправого руху дистанціювались як від ліберальних опозиційних партій, так і від влади, коли приймали непопулярні рішення, такі як скасування пільг.

## Історія

### Початок
За словами лідерів "Білої волі", які завжди залишалися анонімними, організація була створена в листопаді 2005 року. Його створили 3 особи, які поставили за мету створити молодіжну праворадикальну організацію. Згідно зі статтею в газеті " Новий час", рух заснували люди з вуличної групи "Підтримка 88", які переорієнтували свою риторику з "боротьби проти іноземців" на "боротьбу проти етнічної злочинности" та "проти наркоманії".
"Біла воля" виникла як неформальний рух білоруської молоді, який був створений для захисту інтересів білоруської нації, держави та довкілля. Основними принципами руху є націоналізм, патріотизм та екологія. Спочатку було запущено вебсайт «Біла Воля».

### Соціальна активність
Протягом 2006 року організація проводила пікети проти зловживання наркотиками та алкоголем, нелегальної імміграції та етнічних злочинів, руйнівного впливу білоруського телебачення та пам'яті Слободана Мілошевича. Ряд місцевих акцій « Закон однаковий для всіх! ”Проти циганської наркомафії, під час якої члени організації проводили відеозапис циганської суботи в центрі столиці, опитували місцевих жителів, незадоволених наявністю циган- порушників в одному з районів, розсилали матеріали до державних органів, залучали увагу суспільства та держави наркомафія. Завдяки зусиллям білих добровольців циганський кримінальний наркобізнес зазнав значних збитків. Восени 2006 року "Біла воля" оголосила про створення служби "Белаволчанський контроль" для припинення злочинної діяльности: торгівлі наркотиками, торгівлі наркотиками та нелегальної імміграції.
Протягом своєї діяльности "Біла воля" виступала за повну відмову від вживання алкоголю як головної зброї винищення білоруської нації. Організація розробила програму врятування білоруської нації від знищення алкоголю та інших наркотиків.
Під час президентської виборчої кампанії 2006 року " Біла воля" не підтримувала політичну опозицію. «Ви не можете зробити революцію в Білорусі за західні гроші!», «За чужі гроші неможливо мати свою волю!», «Ви не здобудете незалежности за $» — писалося в листівках організації під час пікету проти ліберальної опозиції в лютому 2007 року.
Ініціатива "Захистимо свою історію" була розпочата організацією в червні 2007 року, проводячи черговий пікет на підтримку широкої громадської кампанії з захисту білоруської історії, культури та спадщини. Під час кампанії "білі добровольці" зібрали більше кількох тисяч підписів, роздали кілька тисяч буклетів і планували провести "Правильний марш на захист історії Білорусі", який провалився, оскільки Мінський міськвиконком відмовив, заявивши, що марш буде перешкоджати руху пішоходів.
За трохи більше ніж 2 роки своєї діяльности "Біла Воля" із дуже невеликої громади засновників перетворилася на масовий рух з філіями в Гродно, Могилеві, Борисові та громадами симпатиків у Слонімі, Ліді, Вітебську, Наваполацьку, Бресті, Кобрин, Пінськ, об’єднує широкий фронт білоруської молоді: від лицарських клубів до футбольних хуліганів. Організація активно просувала через сайт, поширювала листівки, наклейки, друковану продукцію, журнал «Стандарт свободи», влаштовувала патріотичні концерти, тренінги, брала участь у масових національно-патріотичних заходах, боролася з етнозлочинністю, працювала з молоддю.
5 листопада 2007 року кілька десятків молодих людей, які визнали себе активістами "Білої волі", провели марш під час акції опозиції "Соціальний марш". Під час "Соціального маршу" відбулася сутичка між "білими добровольцями" та анархістами, що призвело до різних чуток та пліток у ЗМІ, починаючи від того, що "Біла Воля" фашист, і закінчуючи тим, що "Біла" Воля »очолював білоруський КДБ.

### Занепад
Останньою акцією, на якій було помічено "Білу волю", був День свободи в 2010 році, під час якого близько 20 білих комірців пройшли разом з представниками інших націоналістичних організацій від Академії наук до площі Бангалор. Більше про «Білу Волю» не чути. Організація фактично розпалася, деякі члени "Білої волі" приєдналися до " Правого союзу", і більшість з них бере участь у найсильнішій групі фанатів " Мінську", "Синьо-біла воля", і не бере активної участі в політичному житті.
Востаннє про «Білу Волю» згадували у ЗМІ у 2010 році, коли вона розклеювала свої листівки біля тракторного заводу та в Чижовці на стовпах та зупинках.

## Соціальний марш

### Події на марші до бійки
5 листопада 2007 року активісти та анархісти "Білої волі" взяли участь у акції опозиції "Соціальний марш". За словами одного з членів організації, було близько 50 білих добровольців, вони пішли з криками " Ні скасування пільг ", " Ніякої контрактної системи ", " Волі". Нація. Вітчизна "," Уряд для народу ", але за словами анархіста, який брав участь у цій акції, білі добровольці вигукнули" Слава Росії ", що обурило анархістів, і вони почали кричати" Антифа ". Також, за словами співбесідника, він не знав людей, які кидали привітання, схожі на нацистів (піднята рука, стиснутий кулак), але згідно з інтерв'ю Радіо Свобода, такі привітання робили добровольці для обурення, і між собою вони не вітається.

### Сам бій
Коли демонстранти знаходились на перехресті вулиць Якуба Коласа та Сурганава, група молодих людей, одягнених у чорне (близько двох-трьох десятків), відокремилася від загальної колони протестуючих та билася на проїжджій частині. Деякі з них вигукували фашистські крики. Після появи правоохоронців вони втекли.

### Думки
Представник незареєстрованого " Правого альянсу " Юрась Каретніков вважає:
Недільні події показали, що влада просто скористалася групами радикальної молоді. З одного боку, це так звані анархісти, з іншого боку - це ультраправий рух "Біла воля". Щоб показати, що деякі радикали побили інших радикалів, а опозиція абсолютно не здатна контролювати самих учасників маршу. Щоб показати нікчемність в очах європейського співтовариства або деяких серйозних державних партнерів таких зустрічей: скажімо, подивіться, хто присутній на їхніх маршах, подивіться на підняті праві руки... І ви збираєтеся домовлятися з цими людьми? Ця тактика була використана і, очевидно, буде застосовуватися і надалі.
Зі статті "Біла воля в контексті офіційного політичного проекту":
Звичайно, на даний момент білоруська влада змушена піти на символічні поступки Заходу у вигляді дозволу на проведення альтернативних мітингів, відкриття представництва Європейської комісії в Мінську тощо. На цьому тлі тактика насильницького розгону опозиційної діяльности з боку спецназу буде виглядати недоречно. У цьому випадку такі організації, як "Біла воля", можуть служити природним стримувачем для зростання громадської активности напередодні наступних парламентських виборів.

### "Біла воля" в ЗМІ
- Белаволець та анархіст Єврорадіо
- Весною [Архівовано 20 липня 2021 у Wayback Machine.]
- Весною [Архівовано 20 липня 2021 у Wayback Machine.]
- У Новий час [Архівовано 13 квітня 2021 у Wayback Machine.]
- Про білоруського партизана
- "Біла воля в контексті офіційного політичного проекту" на Нашій Ниві [Архівовано 17 квітня 2020 у Wayback Machine.]
- На Радіо Свобода [Архівовано 1 травня 2020 у Wayback Machine.]
- На Naviny.by [Архівовано 3 квітня 2015 у Wayback Machine.]